# Вирье
Вирье (хорв. Virje) — община с центром в одноимённом посёлке на севере Хорватии, в  Копривницко-Крижевацкой жупании. Население — 3280 человек в самом посёлке и 4586 человек во всей общине (2011). Подавляющее большинство населения — хорваты (98 %). В состав общины, кроме Вирье, входит ещё 5 деревень.
Вирье находится в 6 км на северо-запад от Джурджеваца и в 15 км к юго-востоку от Копривницы. Через посёлок проходит шоссе D2 Вараждин — Копривница — Осиек — Вуковар. Ещё одна автодорога D210 начинается в Вирье и идёт через посёлок Молве и мост над Дравой на левый берег Дравы в общину Гола. В северной части посёлка Вирье находится железнодорожная станция на линии Копривница — Осиек.
Территория общины расположена на плодородной Подравинской низменности, посёлок Вирье окружён сельскохозяйственными угодьями, большинство жителей занято в сельском хозяйстве и пищевой промышленности.
В 1334 году впервые упомянута церковь Святого Мартина в Вирье. Современное здание церкви построено в барочном стиле в 1834 году на фундаменте старой церкви, уничтоженной пожаром.